# الممر العظيم (أنمي)
الممر العظيم (باليابانية:  舟を編む، بالروماجي: Fune o Amu) أو فصول المجد بالدبلجة العربية، هو مسلسل أنمي ياباني من عام 2016. الدراما اليومية التي تدور حول المحرر في مكتب تحرير القاموس وهو من إنتاج زيكسيس ومقتبس من رواية خفيفة كتبها شيون ميورا Fune o Amu. المسلسل من إخراج توشيماسا كوروياناجي وكتب بواسطة تاكويا ساتو، ويضم تصميمات الشخصيات الأصلية من تأليف هاروكو كوموتا، وتصميمات الشخصيات المعدلة من تأليف هيرويوكي أوياما وموسيقى يوشيهيرو آيك. بُثَّ الأنمي في الفترة ما بين 14 أكتوبر 2016 و23 ديسمبر 2016 في فقرة نويتامينا على تلفزيون قناة فوجي، ونُقِل دوليًا عبر البث المباشر بواسطة أمازون برايم. في الخامس عشر من يناير سنة 2024 عرض مركز الزهرة دبلجة هذا الأنمي تحت عنوان "فصول المجد".

## القصة
يعمل ماجيمي ميتسويا ممثلَ مبيعات في دار النشر جيمبو. وفي أحد الأيام، اقترب منه أراكي كوهي الذي يرأس فريق التحرير لـ قواميس بحثًا عن بديلٍ له؛ لرغبته في التقاعد قريبًا، ويلفت ماجيمي انتباهه بسبب شغفه بالكتب والمعاجم. لذلك نقله إلى قسمه، حيث كان ماجيمي الخجول مترددًا في البداية ولكن مع مرور الوقت أصبح ملتزمًا أكثر فأكثر بتدريبه. بصفته صحفيًا مستقلاً، يظل أراكي في فريق التحرير وماجيمي كمرشد. بجانبه يلتقي نيشيوكا ماساشي. يعمل الزميل المبهج وحسن المظهر في نفس العمر بشكل أساسي في الخدمة الميدانية وإجراء الاتصالات. لقد أراد بالفعل العمل في قسم آخر ووجد العمل على القواميس مملًا، لكنه سرعان ما سمح لنفسه بالانجراف بحماس ماجيمي. جنبًا إلى جنب مع كاورو ساساكي والأستاذ ذو الخبرة توموسوكي ماتسوموتو ، الذي يشارك أيضًا في التحرير كمستقل، ينبغي عليهما ابدأ قاموسًا جديدًا: دايتوكاي. ولكن بما أن محرري القاموس يُنظر إليهم على أنهم ثقل يستهلك المال في دار النشر، فإنه يتعين عليهم مواجهة عدد من المشكلات.
إلى جانب عمله وحبه للقراءة، لم يفعل ماجيمي أي شيء آخر في الحياة. لقد كان يعيش كمستأجر في غرفة في المنزل الذي تديره الجدة تاك لفترة طويلة. كان ماجيمي تحب حفيدتها، كاجويا هاياشي، التي تتدرب لتصبح طاهية. بمساعدة نيشيوكا، تغلب أخيرًا على نفسه واعترف لها بحبه في رسالة مفصلة. لم تفهم كاجويا في البداية وكانت مترددًة، لكنها في النهاية أجابته بالإيجاب. في الوقت نفسه، يقرر نقل نيشيوكا إلى قسم العلاقات العامة التابع للناشر. من المفترض الآن أيضًا أن يقوم فريق تحرير القاموس بمراجعة القاموس القديم. يشعر الجميع بضغط العمل في دايتوكاي، والذي قد يكون على وشك التخلي عنه. لكن ماجيمي أكثر التزامًا بالعمل ويحاول نيشيوكا إكمال جميع الالتزامات قبل انتقاله وترك أكبر قدر ممكن من المساعدة لزملائه. لقد أصبحوا الآن فريقًا جيدًا عند العمل على الكتاب. في الوقت نفسه، يشعر نيشيوكا بالقلق من أن علاقته السرية مع ريمي ميوشي سيتم ملاحظتها الآن. إنها تعمل بالفعل في قسم العلاقات العامة وقد حافظ نيشيوكا حتى الآن على سرية علاقته مع زميلة له. ولكن عندما يأتي موعد النقل، أصبحت لعبة الغميضة أكثر من اللازم بالنسبة له ويقابلها علانية.

## الإنتاج والنشر
أُنتج المسلسل بواسطة استوديو زيكسيس وإخراج توشيماسا كوروياناجي. المفهوم والسيناريو يأتي من تاكويا ساتو، الذي كيَّف الرواية الخفيفة Fune o Amu من تأليف شيون ميورا. تم تعديل تصميم الشخصية من الأصل، الذي صممه هاروكو كوماتا، ليناسب سلسلة الرسوم المتحركة بواسطة هيرويوكي أوياما. الاتجاه الفني كان بواسطة يوكا هيراما. كان يوكيو ناجازاكي مسؤولاً عن أعمال الصوت وكان تاكاهيرو هونداي مسؤولاً عن عمل الكاميرا. المنتجون هم أكيتوشي موري وسويشيرو أوميموتو.
تم بث الحلقات الـ 11 من المسلسل بواسطة تلفزيون فوجي في كتلة البرمجة نويتامينا من 13 أكتوبر إلى 23 ديسمبر 2016. تم إصدار المسلسل عبر أمازون برايم بالتوازي مع البث الياباني مع ترجمة بلغات مختلفة منها الألمانية والإنجليزية.

## شخصيات الأنمي

### الشخصيات الرئيسية (الممثلون)
| الشخصية        | مؤدي الشخصية     | المدبلج العربي |
| -------------- | ---------------- | -------------- |
| ماجيمي ميتسويا | تاكاهيرو ساكوراي | أسامة التيناوي |
| نيشيوكا ماساشي | هيروشي كاميا     | أسعد سنديان    |
| هاياشي كاجويا  | مايا ساكاموتو    | مهجة الشيخ     |
| أراكي كوهي     | تيتسو كاناو      | أسامة جنيد     |
| كاورو ساساكي   | يوشيكو ساكايبا   | هزار سليمان    |

### الشخصيات الفرعية (الممثلون)
| الشخصية           | صوت الدبلجة العربية | الشخصية          | صوت الدبلجة العربية |
| ----------------- | ------------------- | ---------------- | ------------------- |
| توموسكي ماتسوموتو | محمد مصطفى          | شينتشيرو مياموتو | جهاد بوشناق         |
| أودا              | واصف الحلبي         | الجدة تاك        | رغدة الخطيب         |
| ميدوري كيشيبي     | آلاء الخضر          | محاسب المتجر     | أحمد الحجازي        |
| شخصية أخرى        | سامر الجندي         | شخصية أخرى       | باسل الرفاعي        |

## قائمة الحلقات
| رقم الحلقة | رقم الحلقة               | عنوان الحلقة         | عنوان الحلقة      | تفاصيل الحلقة      | تفاصيل الحلقة             | تفاصيل الحلقة |
| اليابان    | العالم العربي (المدبلجة) | الأصلية (باليابانية) | الدبلجة (العربية) | تاريخ العرض الأصلي | تاريخ عرض الدبلجة العربية |               |
| ---------- | ------------------------ | -------------------- | ----------------- | ------------------ | ------------------------- | ------------- |
| 1          | 1                        | الإتساع              | بحر               | 14 أكتوبر 2016     | 15 يناير 2024             |               |
| 2          | 2                        | لقاء                 | بداية             | 21 أكتوبر 2016     | 22 يناير 2024             |               |
| 3          | 3                        | الحب                 | ميثاق             | 28 أكتوبر 2016     | 29 يناير 2024             |               |
| 4          | 4                        | التقدم المطرد        | مرام              | 4 نوفمبر 2016      | 5 فبراير 2024             |               |
| 5          | 5                        | يتردد                | حيرة              | 11 نوفمبر 2016     | 12 فبراير 2024            |               |
| 6          | 6                        | الرنين               | اعتراف            | 18 نوفمبر 2016     | 19 فبراير 2024            |               |
| 7          | 7                        | الثقة                | ثقة               | 25 نوفمبر 2016     | 26 فبراير 2024            |               |
| 8          | 8                        | تجميع                | انتماء            | 2 ديسمبر 2016      | 4 مارس 2024               |               |
| 9          | 9                        | الدورة               | معجم              | 9 ديسمبر 2016      | 11 مارس 2024              |               |
| 10         | 10                       | الفخر                | حبور              | 16 ديسمبر 2016     | 18 مارس 2024              |               |
| 11         | 11                       | نور                  | نور               | 23 ديسمبر 2016     | 25 مارس 2024              |               |

## وصلات خارجية
- الموقع الرسمي للأنمي (الياباني)
- صفحة الأنمي على شبكة أخبار الأنمي (بالإنجليزية)